# Barry-d'Islemade
 Barry-d'Islemade  es una población y comuna francesa, en la región de Mediodía-Pirineos, departamento de Tarn y Garona, en el distrito de Castelsarrasin y cantón de Castelsarrasin-2.

## Demografía
| 471 | 464 | 448 | 507 | 562 | 573 |
| Para los censos de 1962 a 1999 la población legal corresponde a la población sin duplicidades (Fuente: INSEE [Consultar]) |     |     |     |     |     |